# Rhodospatha cardonae
Rhodospatha cardonae är en kallaväxtart som beskrevs av George Sydney Bunting. Rhodospatha cardonae ingår i släktet Rhodospatha och familjen kallaväxter. Inga underarter finns listade.